# 무로이 시게루
무로이 시게루(Shigeru Muroi, 1960년 10월 22일 ~ )는 일본의 배우, 일본의 성우이다.
나메리카와 시에서 태어났다.

## 방송
- 아이언 그랜드마 시즌2
- 사람은 겉모습이 100%
- 마더스2017~노숙의 임산부~
- 나의 세뱃돈은 어디?
- 마더스 2016 ~어머니들의 소원